# Shortbread

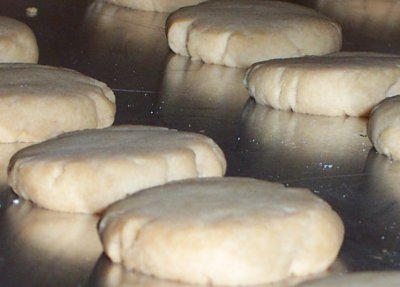
Shortbread rounds en una safata

El shortbread és un tipus de galeta típica d'Escòcia que s'elabora tradicionalment amb una part de sucre blanc, dues parts de mantega i tres parts de farina de civada, i no porta llevat. Actualment, se sol utilitzar farina de blat i s'hi afegeixen altres ingredients com ara l'arròs i la farina de blat de moro per alterar-ne la textura. A més, les receptes modernes sovint es desvien de la premissa dels tres ingredients i utilitzen sucre granulat i sucre glacé a parts iguals, i moltes fins i tot hi afegeixen una porció de sal.
El nom shortbread prové del mot "short", que abans tenia un significat referit a una textura en particular, i també en deriva "shortening", que és el greix animal o vegetal que es fa servir per fer pastissos. De fet, és l'alt contingut en greix que proporciona la mantega que fa que el shortbread tingui aquesta textura compacta que s'esgruna quan es trenca. La textura compacta el fa ideal per als menjars per emportar.
El shortcake, tot i la similitud del nom, és un tipus de pastís diferent al shortbread, ja que en la seva elaboració s'utilitzen greixos vegetals en comptes de mantega i sempre s'empra un agent químic com ara el llevat que li proporciona una textura diferent.

## Cocció
El shortbread s'ha de cuinar a una temperatura baixa per evitar que quedi d'un color marronós. Un cop cuit, ha de quedar d'un color pràcticament blanc o marró daurat. Se'l pot empolvorar amb sucre mentre es refreda. La textura s'anirà fent més sòlida a mesura que es refredi.

## Formes
El shortbread presenta tradicionalment una d'aquestes tres formes: una circumferència de mida gran que es divideix en diversos triangles (petticoat tails, que probablement ve del francès "petits cotés", unes galetes que es solen menjar amb vi, o de "petites gastelles", que en francès antic significa ‘pastissos petits'); galetes rodones individuals (shortbread rounds), o un tros oblong de 2 cm de gruix tallat en trossos petits i allargats (fingers).
La massa compacta manté bé la seva forma durant la cocció. Les galetes sovint s'elaboren fent servir un patró, i normalment se'ls fan marques abans de ficar-les al forn amb les dents d'una forquilla o amb un motlle semblant al de les galetes springerle. En ocasions especials, el shortbread també es presenta en altres formes, com ara en cors. Les galetes de les Girl Scouts dels Estats Units són shortbreads trilobats.

## Lligams culturals
El shortbread s'associa normalment amb Escòcia, el seu lloc d'origen, però gràcies a la seva gran popularitat també s'elabora a la resta del Regne Unit. A més, trobem galetes similars a països com Dinamarca, Irlanda i Suècia. Tot i així, la versió més reputada és l'escocesa, i Walkers Shortbread Ltd. és l'empresa exportadora de menjar més important d'Escòcia.
El shortbread va ser triat com a representant del Regne Unit al Café Europa (castellà), una iniciativa cultural celebrada a les capitals dels països membres de la Unió Europea durant la presidència d'Àustria el 2006.
El xef escocès John Quigley, del restaurant Red Onion de Glasgow, descriu el shortbread com "la joia de la corona" de la rebosteria escocesa.

## Història
L'origen d'aquesta galeta es remunta a l'edat mitjana, amb el rusk, una galeta dolça i seca feta a partir d'un panet cuit dos cops i enriquit amb sucre i espècies. Finalment, el llevat de la recepta original del rusk es va substituir per la mantega, que es va convertir en un producte bàsic a les Illes Britàniques.
Tot i que el shortbread ja s'elaborava durant una bona part del segle xii, el seu refinament s'atribueix a Maria I d'Escòcia el segle xvi. De fet, és possible que la reina Maria I posés el nom a una de les formes més tradicionals i famoses de shortbread, les petticoat tails, que es condimentaven amb alcaravia.
El shortbread era car i es reservava per a ocasions especials com ara Nadal, Hogmanay (el cap d'any escocès) i casaments. A les illes Shetland, és tradició trencar un pastís de shortbread decorat al cap de la núvia acabada de casar quan fa l'entrada a la seva nova casa.